# 零膨胀
零膨胀模型（英語：Zero-inflated models）是人们在社会科学、自然中的计数资料的实际研究中，观察事件发生数中含有大量的零值。例如保险索赔次数，索赔数为0的概率很高，否则保险公司就面临破产风险。这种数据数资料中的零值过多，超出了Poisson分布等一般离散分布的预测能力。零膨胀这个概念首先是由 Lambert在1992年的论文“Zero-Inflated Poisson Regression, with an Application to Defects in Manufacturing”中提出.。
1994年, Greene根据Lambert的方法提出了零膨胀负二项模型 (ZINB)。 2000年, Daniel根据Lambert的方法提出了零膨胀二项模型 (ZIB)。